# Yalagüina
Yalagüina è un comune del Nicaragua facente parte del dipartimento di Madriz.